# Ämmänsaari kyrka
Ämmänsaari kyrka (finska: Ämmänsaaren kirkko) är en kyrka i Suomussalmi. Den planerades av Suunnittelu Oy Niemelä och invigdes 1967. Altartavlan har målats av Irja Juntunen 1979.